# Pocesje
Pocesje (en serbe cyrillique : Поцесје) est un village de Serbie situé dans la municipalité de Raška, district de Raška. Au recensement de 2011, il comptait 12 habitants.

## Démographie
| 1948 | 1953 | 1961 | 1971 | 1981 | 1991 | 2002 | 2011 |
| ---- | ---- | ---- | ---- | ---- | ---- | ---- | ---- |
| 330  | 340  | 346  | 258  | 177  | 95   | 54   | 12   |

|  |